# جيمس داهل
جيمس داهل (بالإنجليزية: James Dahl)‏ هو شخصية أعمال أمريكي، ولد في 16 أغسطس 1953.